# چینزی تاندای
چینزی تاندای (به ژاپنی: 鎮西探題 ちんぜいたんだい)، سازمانی که توسط شوگون‌سالاری در دوره کاماکورا برای نظارت بر منطقه غربی (کیوشو) تأسیس شد. صلاحیت آن رسیدگی به امور اداری، دعاوی (محاکمه‌ها) و امور نظامی بود.